# Ringkøbing Museum
Ringkøbing Museum er i dag den ældste af 13 afdelinger under Ringkøbing-Skjern Museum, der opstod som en fusion mellem Ringkøbing Museum og Skjern-Egvad Museum i forbindelse med Strukturreformen i 2007.
Ringkøbing Museumsforening oprettedes 27. oktober 1908 med det ene formål at etablere et museum om Ringkøbings købstadshistorie, og der blev påbegyndt en indsamling af genstande fra byen. I begyndelsen stillede Ringkøbing Skole et loftsrum til rådighed for museet, men allerede i 1917 påbegyndes planerne om at Ringkøbing Museum skulle have sin egen bygning. Efter længere tids forhandling, købte museet  den nuværende museumsbygning, der tidligere havde huset byens, nu afdøde, amtslæge, professor Melchiorsen. I september 1921 blev der afholdt møde om restaureringen og tilbygningen af Melchiorsens villa, og den 6. november 1922 blev det nye Ringkøbing Museum indviet efter alle kunstens regler med hædersgæster, sange, taler og festmiddag på Hotel Ringkøbing. I 2007 blev det tidligere Dommerkontor, tegnet af Ringkøbingarkitekten Plesner, en del af museet.
Strandingsmuseum St. George blev i april 1992 åbnet som en afdeling af Ringkøbing Museum, men som følge af Strukturreformen i 2007 blev Strandingsmuseum St. George lagt ind under Holstebro Museum.